# (4411) Kochibunkyo
(4411) Kochibunkyo ist ein Hauptgürtelasteroid, der am 3. Januar 1990 von Tsutomu Seki vom Geisei-Observatorium aus entdeckt wurde.
Der Asteroid ist nach einem Verein aus Freiwilligen aus der Stadt Kōchi benannt, welche sich seit 1948 für die Popularisierung der Astronomie einsetzten.